# Possibile
Possibile è un partito politico italiano di sinistra, fondato a Roma il 21 giugno 2015, il cui ispiratore e fondatore è Giuseppe Civati.
Dall’agosto 2022 è alleato con Sinistra Italiana ed Europa Verde sostenendo la lista elettorale e federazione politica "Alleanza Verdi e Sinistra" di ispirazione eco-socialista.
È un partito che sostiene fortemente la laicità dello Stato, nuove leggi per i diritti civili e diritti sociali, il conseguimento di una società più egualitaria e la realizzazione di politiche ambientaliste.

Il simbolo di Possibile (=) è un riferimento all'uguaglianza riguardante l'economia, il conflitto di interessi, diritti dei lavoratori, la separazione dei poteri, l'anti-sessismo, i diritti LGBT, l'immigrazione e la concorrenza leale e regolamentata.

## Storia

### Uscita di Civati dal Partito Democratico

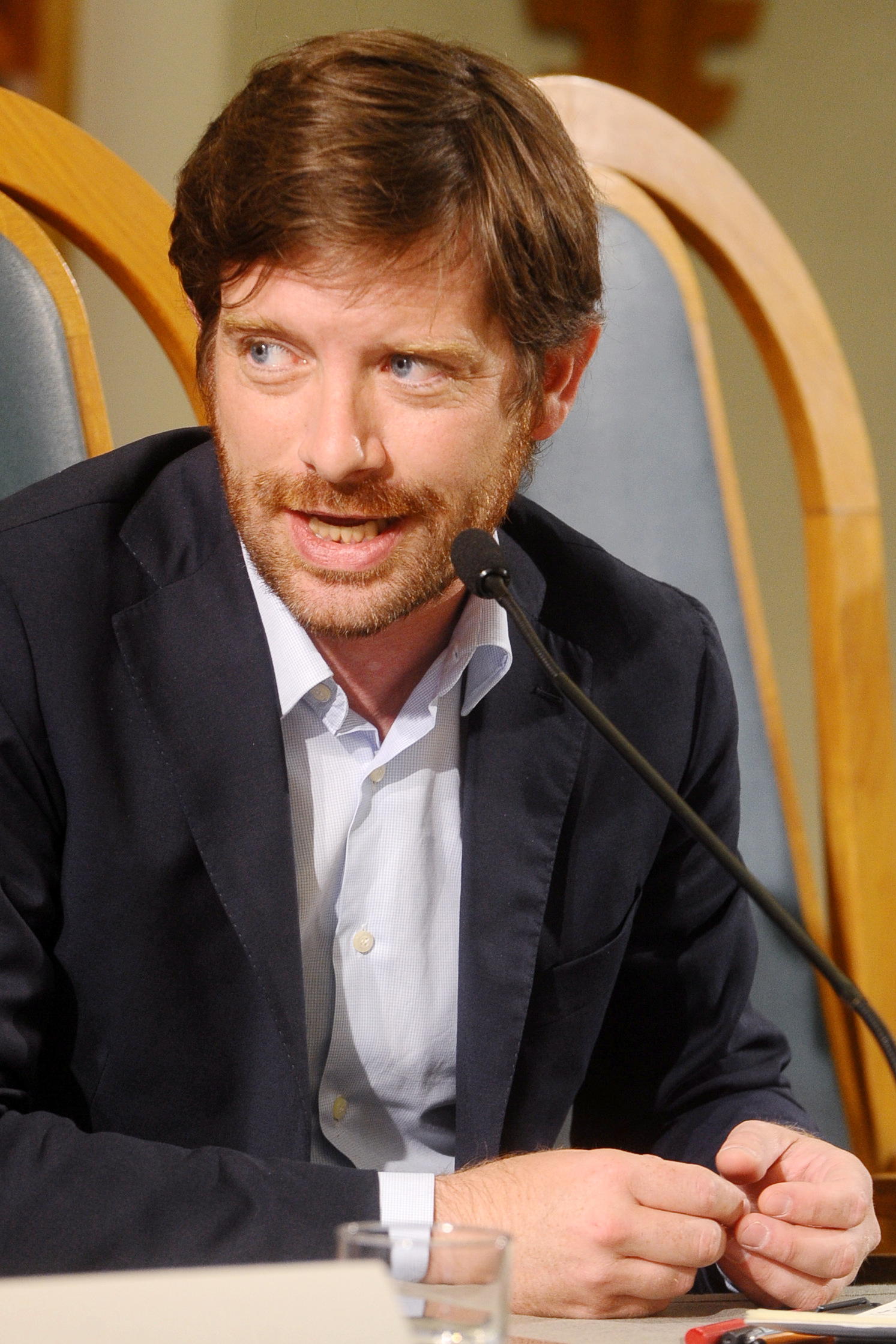
Giuseppe Civati, fondatore e segretario del partito

Giuseppe Civati, dopo la partecipazione alle primarie del 2013 del Partito Democratico (PD) vinte da Matteo Renzi, inizia a manifestare criticità nei confronti della linea del partito definendola pesantemente liberale, sfociando successivamente in una serie di voti contrari in Parlamento su altrettante leggi considerate fondamentali nell'agenda del Governo Renzi come quella del Jobs Act, la nuova legge elettorale, la riforma costituzionale e la riforma della pubblica amministrazione. Civati ha a lungo accusato il Presidente del Consiglio di essere un uomo di destra che sta spostando il PD verso principi di destra o lo sta trasformando nel "partito della nazione" centrista.
A maggio 2015, dopo mesi di tensioni con il segretario del Partito Democratico e Presidente del Consiglio, Giuseppe Civati sceglie di lasciare il PD.
L'uscita di Giuseppe Civati è stata immediatamente preceduta da quella di Luca Pastorino, membro della Camera dei deputati, che nel 2015 ha corso, con il sostegno di Civati, per la presidenza della regione Liguria, ottenendo il 9,41%. Segue poi l'uscita di Elly Schlein, membro del Parlamento europeo, del gruppo dei Socialisti e Democratici. Più tardi altri deputati, tra cui Beatrice Brignone, Andrea Maestri e Toni Matarrelli, si sono iscritti al partito.

### Fondazione di Possibile
Al momento della fondazione di Possibile, Civati ha spiegato che il partito è destinato ad "avere burocrazia minima, e l'appartenenza sarà leggera, partecipativa, orizzontale": l'idea è quella di unificare tutti i pezzi, i gruppi e gli individui della "sinistra di governo" alternativi al PD in un partito unico, con un potenziale supporto di almeno il 10% dei voti.
Il logo adottato è la stilizzazione del simbolo di uguale "=" che rappresenta i valori di Possibile: "uguali diritti, uguali possibilità".

### Campagna referendaria
Il 16 luglio 2015 iniziò la raccolta firme per otto referendum abrogativi:
1. eliminazione dei capilista bloccati e delle candidature plurime;
2. eliminazione della legge elettorale proporzionale con premio di maggioranza;
3. riconversione ecologica dell'economia: eliminazione delle trivellazioni in mare;
4. riconversione ecologica dell'economia: eliminazione del carattere strategico delle trivellazioni;
5. riconversione ecologica dell'economia: dalle grandi alle piccole opere;
6. tutela del lavoratore: esclusione del demansionamento;
7. tutela del lavoratore dai licenziamenti illegittimi;
8. tutela della docenza e dell'apprendimento: eliminazione del potere di chiamata del preside-manager.

Al termine prefissato del 30 settembre però il movimento non è riuscito a raggiungere il numero minimo di firme per poter depositare i quesiti in Cassazione.

### Primo congresso e costituzione della componente parlamentare
Durante la fase di preparazione della convenzione estiva del partito chiamata "PolitiCamp" del 17 e 18 luglio 2015 a Firenze, alcuni media hanno riportato la notizia che cinque deputati che avevano lasciato il Movimento 5 Stelle, quattro dei quali affiliati a Alternativa Libera e uno a Sinistra Ecologia Libertà, e quattro senatori, compresi i due di Italia Lavori in Corso, erano sul punto di unirsi a Possibile e che era quindi vicina la formazione di un gruppo parlamentare al Senato.
A partire da novembre 2015 diversi fuoriusciti dal PD hanno formato movimenti collocabili a sinistra del PD stesso, tra cui Futuro a Sinistra, cercando un'interlocuzione con SEL per creare Sinistra Italiana. Sebbene Civati sembri interessato a organizzare il suo partito più "fuori che dentro il palazzo", la formazione di Sinistra Italiana ha spinto Possibile a unire le forze con Alternativa libera, attiva anche a livello di base, costituendo una "componente" all'interno del Gruppo misto della Camera denominata "Alternativa libera - Possibile".
Il 20 novembre 2015 si è svolta a Napoli la prima riunione degli "Stati Generali", ovvero la prima assemblea fondativa di Possibile, che ha approvato lo statuto della formazione politica e ha contemporaneamente aperto il congresso per l'individuazione del primo segretario del partito. Il 31 gennaio 2016 si conclude la II fase del Congresso e Giuseppe Civati è stato eletto segretario del partito nell'apposita consultazione online col 93,20% dei voti dei 2.396 iscritti su un totale di 4.773, pari al 50,20% degli aventi diritto.
A partire dall'estate 2016, per argomentare il proprio no al referendum costituzionale Possibile intraprese il "Tour RiCostituente", che totalizzò oltre 200 tappe in circa sei mesi, compresi due PolitiCamp, uno a Reggio Emilia e uno a Salerno, oltre a un evento finale all'Estragon di Bologna.
Il 9 marzo 2017 la neonata Sinistra Italiana e Possibile hanno annunciato l'unione dei rispettivi gruppi alla Camera dei deputati, andando quindi a creare il gruppo parlamentare Sinistra Italiana-Sinistra Ecologia Libertà-Possibile.
Alle elezioni regionali siciliane del 5 novembre 2017 il partito sostiene la candidatura a Presidente di Claudio Fava, nell'ambito di una coalizione di sinistra, assieme ad Articolo 1-MDP, Rifondazione Comunista, Verdi e Sinistra Italiana. Possibile, insieme agli altri partiti schierati a sostegno di Fava, si federa nella lista unitaria Cento Passi per la Sicilia, per superare allo sbarramento del 5% previsto dalla legge elettorale siciliana.

### Elezioni politiche e regionali del 2018
Nel gennaio 2017 Possibile inizia, con la "Costituente delle idee" e lo slogan "Da Boccia a Che Guevara", un'azione per presentare alle successive elezioni un'unica lista di "sinistra di governo" alternativa rispetto agli altri poli. A fine anno Possibile, assieme ad Articolo 1 - Movimento Democratico e Progressista e Sinistra Italiana, dopo 158 assemblee locali e infine una "Grande assemblea popolare" nazionale svoltasi il 3 dicembre a Roma, ufficializza la nascita della lista unica Liberi e Uguali con Pietro Grasso. Alle elezioni politiche del 4 marzo 2018 la lista ottiene il 3,4% dei voti, eleggendo 14 deputati e 4 senatori: fra essi l'unico eletto di Possibile è il deputato Luca Pastorino.
Lo stesso giorno alle regionali in Lombardia il candidato di LeU Onorio Rosati raccoglie circa il 2% delle preferenze, non entrando in consiglio regionale, mentre alle regionali nel Lazio il candidato del centro-sinistra Nicola Zingaretti viene rieletto e LeU ottiene un seggio.
Il 17 marzo 2018 Pippo Civati, in un convegno a Bologna, rassegna le dimissioni dalla segreteria, insieme a tutto il gruppo dirigente, affermando che non è riuscito «a dare una speranza a questo paese».
Alle elezioni regionali in Molise del 22 aprile LeU raccoglie il 3,29%, senza ottenere seggi, mentre la settimana seguente non si presenta a quelle in Friuli-Venezia Giulia, dove partecipa solo Articolo 1 - MDP.

### Secondo congresso: mozioni "Reinventare la Sinistra" e "A Repentaglio"

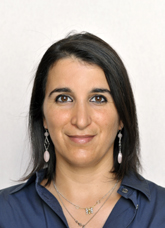
Beatrice Brignone

Nel secondo congresso, successivo alle dimissioni di Civati, si sono presentate due mozioni per le candidature alla segreteria di David Tozzo e di Beatrice Brignone; mentre Tozzo propone una prospettiva unitaria a sinistra proseguendo nel solco di Liberi e Uguali, Brignone al contrario è per un ritorno a una posizione di autosufficienza del partito: quest'ultima il 12 maggio viene eletta segretaria nazionale con il 73,9% dei voti rispetto al 26,1% di Tozzo.
Il 26 maggio, due settimane dopo, Brignone annuncia all'assemblea nazionale di Liberi e Uguali a Roma che il partito non intende aderire alla proposta di Pietro Grasso di trasformare LeU in un partito unitario, tuttavia la minoranza ingeneratasi col congresso dichiara nella stessa occasione con Tozzo di voler proseguire nel percorso unitario; il 29 giugno alcuni membri dissidenti di Possibile sono indicati e nominati membri del comitato promotore nazionale di Liberi e Uguali. Il 9 agosto in un'intervista Tozzo conferma questa posizione reiterata in una assemblea nazionale di comitati territoriali autoconvocati di LeU.

### Elezioni regionali ed europee del 2019 e vari abbandoni
Alle regionali in Abruzzo del 10 febbraio 2019 si presentano solo MDP e LeU a sostegno di Giovanni Legnini ottenendo il 2,77% senza eleggere alcun consigliere.
Alle regionali in Sardegna del 24 febbraio Possibile si separa da LeU presentandosi a sostegno di Massimo Zedda con la lista Sardegna in Comune insieme a Italia in Comune del sindaco di Parma Federico Pizzarotti, Futura di Laura Boldrini e Radicales Sardos. Qui il partito vede l'elezione della sua rappresentante Maria Laura Orrú in Consiglio regionale.
Alle elezioni lucane del 24 marzo si presenta con il candidato presidente Valerio Tramutoli con il risultato dei 4,37% (12 912 voti). La lista Basilicata Possibile ottiene il 4,19% (12 124 voti) e non viene eletto nessun consigliere.
David Tozzo, candidato a segretario nazionale sconfitto al precedente congresso, lascia il partito ed entra nella segreteria nazionale di Articolo Uno, e a stretto giro l'unico parlamentare di Possibile, Luca Pastorino, rieletto nel 2018 lascia il partito per fondare il nuovo soggetto èViva assieme a Francesco Laforgia.
In vista delle elezioni europee Possibile aderisce, assieme alla Federazione dei Verdi, alla lista elettorale Europa Verde, scelta parzialmente sconfessata dall'ex-segretario Civati, che ritira a mezzo stampa informalmente la sua candidatura, mentre la deputata uscente Elly Schlein, in dissenso fin dal congresso con la linea maggioritaria del partito, non si ricandida. Alle elezioni del 26 maggio la lista Europa Verde ottiene il 2,32% dei voti restando sotto allo sbarramento necessario per eleggere i propri candidati.

### Elezioni regionali in Emilia-Romagna e Terzo congresso
Alle elezioni regionali in Emilia-Romagna del 2020 Possibile sostiene il candidato del centro-sinistra alla presidenza della Regione Stefano Bonaccini, presentando una sua candidata (Ilaria Bonaccorsi del Comitato Scientifico di Possibile) all'interno della lista "Bonaccini Presidente".
Il 6 giugno 2021, al terzo congresso di Possibile, Beatrice Brignone viene riconfermata segretaria con il 93% dei voti degli iscritti con la mozione "Parole d'onore", venendo rinnovati anche i comitati organizzativi e scientifico.

### Elezioni politiche del 2022 e regionali del 2023-2024
In vista delle elezioni politiche anticipate del 2022 Possibile aderisce alla lista elettorale Alleanza Verdi e Sinistra di Angelo Bonelli e Nicola Fratoianni, costituita da Europa Verde e Sinistra Italiana all'interno della coalizione di centro-sinistra, candidando la segretaria Beatrice Brignone e il suo predecessore Giuseppe Civati, ma non venendo eletti.
Alle elezioni regionali nel Lazio del 2023 Possibile sostiene il candidato del centro-sinistra Alessio D’Amato insieme ad Europa Verde eleggendo un consigliere in quota Sinistra Civica Ecologista mentre in Lombardia sostiene la lista civica di Pierfrancesco Majorino.
Alle regionali in Sardegna del 2024 la lista di Alleanza Verdi e Sinistra elegge quattro consiglieri regionali (uno di Possibile, due di Europa Verde  e uno di Sinistra Italiana ).
A maggio Francesca Druetti, unica candidata, viene eletta segretaria del partito con l’89% dei voti.
In vista delle elezioni europee del 2024 Possibile annuncia di non aver raggiunto un accordo con AVS per la presentazione di proprio candidati e che, conseguentemente, non sosterrà alcuna lista.
Alle regionali in Piemonte di giugno AVS con il 6,48% è la seconda forza della coalizione che vede candidata Gianna Pentenero ed elegge tre consiglieri di minoranza, tra cui Giulia Marro di Possibile.

## Ideologia e posizioni
Secondo il proprio statuto, Possibile promuove i valori della democrazia e dell'antifascismo, della partecipazione, dell'uguaglianza, della laicità e dello svolgimento delle funzioni pubbliche nell'esclusivo interesse dei cittadini, rispettando e promuovendo i principi e le regole dell'etica pubblica. Inoltre, esso si impegna nel riconoscimento, nell'affermazione, nella promozione e nella tutela dei doveri, dei diritti e delle libertà delle persone secondo valori progressisti, nonché quelli dei lavoratori. Ritiene che i pubblici poteri debbano agire sempre nei limiti imposti dalla progressiva espansione e tutela dei diritti e delle libertà individuali. Rifiuta modelli organizzativi fondati sulla delega senza adeguati controlli e sulla negazione o riduzione dei principi di collegialità e partecipazione.
Inoltre, l'ispirazione del nome potrebbe provenire da una delle definizioni della "Mozione Civati" per la conquista della segreteria nazionale del PD nel 2013 ovvero quella del "partito delle possibilità", oltreché il partito spagnolo Podemos.

### Economia e fiscalità
In tema economico, il partito si oppone alle politiche di austerità sostenendo invece approcci welfaristici, partendo da posizioni keynesiane e socialdemocratiche, fino ad arrivare a ideali ecosocialisti e distribuzionisti, promuovendo forti politiche di uguaglianza sociale finalizzate al conseguimento di una società egualitaria; si mostra anche propenso all'attuazione di politiche ambientaliste legate alle cosiddette economie verdi e blu.
Propone un taglio alle tasse sul lavoro (cuneo fiscale) delle imprese secondo il criterio della progressività e una revisione del prelievo dell’imposta sul reddito volta a ridurre la pressione fiscale sui redditi medio-bassi e ad imporre un maggiore tasso di progressività sui redditi più elevati.
Al fine di combattere criminalità ed evasione fiscale, propone una radicale sostituzione del contante con il denaro elettronico attraverso l’incentivazione di forme di pagamento digitale e l’introduzione di un limite-soglia per l’utilizzo del denaro contante pari a 500 euro.
Propone inoltre la reintroduzione della imposta sulla prima casa dello 0.2% per le famiglie con redditi alti e un aumento dell’imposta di successione seguendo il sistema tedesco, senza però colpire gli eredi in condizioni economiche svantaggiate.

### Diritti sociali, civili e politici
Sostiene fortemente l’introduzione di un salario minimo per un «salario dignitoso» e l’introduzione di un reddito minimo garantito per i nuclei familiari con un reddito annuo netto inferiore alla soglia di povertà assoluta.
Sostiene fortemente la parità di genere e a tal proposito propone: la modifica dell’articolo 37 della Costituzione in un senso di eguaglianza fra i sessi; l’introduzione di un congedo di paternità avente le stesse caratteristiche e la stessa durata di quello previsto per la madre; l’estensione dei servizi socio-educativi per l’infanzia; la riduzione dell’IVA sui prodotti per l’igiene mestruale dal 22% al 4%, come appunto beni di prima necessità; l’abbattimento del divario retributivo di genere (gender pay gap) perseguendo la pari retribuzione di uomini e donne a parità di mansione attraverso la trasparenza.
Per quanto riguarda i diritti LGBT, Possibile è fortemente favorevole ai matrimoni e alle adozioni omosessuali e all’estensione della legge Mancino per punire anche i fenomeni di omotransfobia. Per prevenire stereotipi, pregiudizi, discriminazioni e violenze, invece, propone corsi di aggiornamento per gli operatori socio-sanitari e percorsi di cittadinanza attiva nelle scuole per promuovere una cultura della differenza, del rispetto e dell’uguaglianza. Inoltre, è favorevole alla possibilità di cambiare i documenti anagrafici per le persone transessuali già nel percorso di transizione (come è già previsto), allo snellimento delle pratiche sanitarie e burocratiche, alla depatologizzazione della transessualità (come prevede l’ICD) mantenendo però attivo il sostegno a chi intraprende il percorso legato all’incongruenza di genere.
È fortemente favorevole alla legalizzazione della cannabis per combattere la mafia, la criminalità organizzata, il mercato nero, per la creazione di nuovi posti di lavoro e per aumentare le entrate nelle casse dello Stato.
È inoltre fortemente favorevole alla legalizzazione dell'eutanasia ed all'introduzione dello ius soli e dello “ius culturae”.
In merito alla democrazia diretta, propone l’introduzione della firma elettronica, cinque mesi di raccolta firme per referendum/leggi di iniziativa popolare e la possibilità a tutti gli elettori che ne facciano richiesta di essere autenticatori. In merito alla democrazia parlamentare, invece, propone uno snellimento del parlamento (da 630 a 470 deputati e da 315 a 230 senatori) per farlo «lavorare meglio» e per «ridurre i costi», la riduzione degli emolumenti per i parlamentari, l’elezione a suffragio universale anche al Senato (dai 25 anni di età ai 18) e il superamento del ping-pong tra Camera e Senato per l’approvazione delle leggi attraverso «l’istituzione di una Commissione di conciliazione composta da deputati e senatori».

### Politiche migratorie
Riguardo alle politiche migratorie, sostiene la costruzione di un sistema europeo comune d’asilo basato sui principi di solidarietà ed equa condivisione delle responsabilità tra gli Stati membri e che metta al centro i diritti delle persone. Propone a tale proposito: il rafforzamento della risposta umanitaria sulle rotte
migratorie; la modifica della convenzione di Dublino, poiché ritiene che abbia messo maggiori responsabilità sugli Stati ai confini dell’Unione europea, sostituendo questo criterio con un meccanismo permanente e centralizzato di ricollocamento; la creazione di vie legali e sicure per l’accesso all’Ue, in tutti gli Stati membri. Propone inoltre di agire sulle cause dei flussi migratori, attraverso politiche della cooperazione più efficaci, politiche estere e migratorie più attente agli effetti sui Paesi in via di sviluppo, la modifica delle politiche commerciali (che non siano dannose verso i Paesi in via di sviluppo) e delle politiche fiscali (che evitino di agevolare l’evasione ed elusione fiscale).

### Ambiente e animali
Il partito sostiene anche la giustizia ambientale, un ambientalismo supportato dai dati scientifici, contemporaneo nel linguaggio e nei metodi, necessario ad affrontare sfide come le migrazioni, il contrasto alla povertà e la stessa sopravvivenza dell'uomo come specie. Sostiene, inoltre, l'implementazione di politiche ambientaliste legate alle cosiddette economie verdi e blu.
Il partito ritiene inoltre che il rispetto degli animali è sintomo di una società matura, civile e più giusta e ha implicazioni sociali, economiche, politiche, culturali, morali che riguardano tutti e che afferiscono a temi molto più ampi come sicurezza, lavoro, immigrazione, spesa pubblica, scuola, legalità e salute.
Possibile è contrario agli allevamenti intensivi, sostenendo che essi abbiano un impatto negativo non solo sul benessere animale, ma anche sull'essere umano..
Inoltre, nel 2016, alla Camera dei deputati, Possibile ha tenuto una conferenza per un 'Manifesto per la tutela del benessere degli animali'. L'evento, a cui hanno partecipato diversi esponenti di enti animalisti, si è concluso con l'intervento di Giuseppe Civati.

### Antisessismo e femminismo
Il partito ritiene di mettere l'uguaglianza al centro del proprio pensare e agire, a partire da quella tra uomini e donne, per i diritti di tutti. Esso sostiene che le donne possano e debbano dare un contributo fondamentale, libere di scegliere quale, come e quando e libere di decidere dei propri corpi e delle proprie vite.
Possibile, inoltre, ritiene che il femminismo sia uguaglianza e che non basti l'8 marzo, ma che sia necessario lottare tutti i giorni. Il partito per questo motivo ha creato uno spazio femminista di confronto, di proposte e di discussione per tutto l'anno per approfondire proposte e per recepire o costruirne altre.

### Possibile LGBTI+
Tra gli obiettivi del partito Possibile vi è anche quello di creare un presidio che sostenga le persone in difficoltà per il loro orientamento sessuale e raccolga le segnalazioni. Per questo motivo è stato ideato il presidio arcobaleno “Possibile LGBTI+“.
Una particolare attenzione anche alla discriminazione nello sport e all'avvio di un servizio per aiutare le persone transessuali durante il processo di transizione, qualora queste incontrassero dei disagi o problemi in famiglia, nell'ambiente di lavoro o in generale nella società.

## Struttura
- Segretari: Giuseppe Civati (31 gennaio 2016–17 marzo 2018); Beatrice Brignone (12 maggio 2018-12 maggio 2024); Francesca Druetti (dal 12 maggio 2024)
- Capodelegazione alla Camera dei deputati: Giuseppe Civati (21 giugno 2015–22 marzo 2018); Luca Pastorino (23 marzo 2018–2019)
- Capodelegazione al Parlamento europeo: Elly Schlein (21 giugno 2015–1º luglio 2019)

## Nelle istituzioni

### Camera dei deputati
Gruppo misto, componente Alternativa libera - Possibile fino al 20 marzo 2017.
Dopo il 20 marzo Sinistra Italiana - Sinistra Ecologia Libertà - Possibile.
| XVII legislatura |
| ---------------- |
| 4 deputati       |

- Beatrice Brignone
- Giuseppe Civati
- Andrea Maestri
- Luca Pastorino

Gruppo misto, componente Liberi e Uguali.
| XVIII legislatura |
| ----------------- |
| 1 deputato        |

- Luca Pastorino (fino al 2019, passa poi a èViva)

### Parlamento europeo
Gruppo Alleanza Progressista dei Socialisti e dei Democratici
| VIII legislatura |
| ---------------- |
| 1 eurodeputato   |

- Elly Schlein

## Congressi
- I Congresso – 15-31 gennaio 2016 - Mozione "Il senso della possibilità" per Giuseppe Civati segretario
- II Congresso – 7-11 maggio 2018 - Mozione "Reinventare la Sinistra" per David Tozzo segretario, mozione "A Repentaglio" per Beatrice Brignone segretaria
- III Congresso - 6 giugno 2021 - Mozione "Parole d'onore" per Beatrice Brignone segretaria
- IV Congresso - 12 maggio 2024 - Mozione "Senza confini" per Francesca Druetti segretaria

## Iscritti
- 2015 - 4 773[92]
- 2016 - dati non disponibili
- 2017 - 2 650
- 2018 - 2 739[6]

## Simbologia
Il simbolo di Possibile, ovvero il simbolo matematico dell'uguale iscritto all'interno di un cerchio, è un esplicito riferimento a un concetto basilare di fondamentale importanza per il partito: l'uguaglianza, da calare in molteplici settori quali l'economia, il conflitto di interessi, un concetto regolato della lotta di classe, separazione dei poteri, l'anti-sessismo, i diritti LGBTI+, l'immigrazione e la concorrenza leale e regolamentata.

2015-2021
2021-

## Risultati elettorali
| Elezione       | Elezione     | Voti                         | %                            | Seggi   |
| -------------- | ------------ | ---------------------------- | ---------------------------- | ------- |
| Politiche 2018 | Camera       | in Liberi e Uguali           | in Liberi e Uguali           | 1 / 630 |
| Politiche 2018 | Senato       | in Liberi e Uguali           | in Liberi e Uguali           | 0 / 315 |
| Europee 2019   | Europee 2019 | in Europa Verde              | in Europa Verde              | 0 / 73  |
| Politiche 2022 | Camera       | in Alleanza Verdi e Sinistra | in Alleanza Verdi e Sinistra | 0 / 400 |
| Politiche 2022 | Senato       | in Alleanza Verdi e Sinistra | in Alleanza Verdi e Sinistra | 0 / 200 |